# Co Westerik
Jacobus (Co) Westerik (Den Haag, 2 maart 1924 – Rotterdam, 10 september 2018) was een Nederlands schilder. Hij kreeg zijn opleiding aan de Koninklijke Academie van Beeldende Kunsten te Den Haag.

## Leven en werk
Na zijn afstuderen in 1947 maakte Westerik het schilderij De Visvrouw, waarmee hij in 1951 de Jacob Marisprijs voor de schilderkunst won. In 1953 en 1954 werd hem de Koninklijke Subsidie voor de Schilderkunst verleend. Dit maakte een stroom van positieve en vooral ook negatieve publiciteit los in besprekingen in de dagbladen. Ondanks dat laatste werd zijn werk aangekocht door musea, waaronder het Kunstmuseum Den Haag, Stedelijk Museum Amsterdam en Museum Boijmans Van Beuningen Rotterdam, en particuliere verzamelaars.
Westerik maakte schilderijen, aquarellen, tekeningen, litho’s en etsen. Hij werkte dagelijks, de helft van het jaar in zijn atelier in Rotterdam en de zomermaanden in Zuid-Frankrijk.
Van 1958 tot 1971 was Westerik docent modeltekenen aan de Koninklijke Academie van Beeldende Kunsten te Den Haag. Met de Haagse kunstenaars Herman Berserik, Jan van Heel, Willem Hussem en Jaap Nanninga maakte Westerik deel uit van de groep Verve. Hij was klasgenoot van Cornelis Zitman, Henk Peeters en Toon Wegner met wie hij ook reisde.
Westerik kreeg uit zijn huwelijk met schilderes Hens de Jong drie dochters en uit zijn tweede huwelijk met galeriehoudster Fenna de Vries twee zonen. Zijn oudste dochter overleed in 1992.
Westerik zelf overleed op ruim 94-jarige leeftijd in 2018, na langere tijd ziek geweest te zijn.

## Tentoonstellingen
Westeriks werk maakte deel uit van vele grote internationale tentoonstellingen zoals de Biënnale van Venetië (1962 en 1982) en de Biënnale van Parijs (1959 en 1985) en de Biënnale van São Paulo (1965).
Een jaar na zijn overlijden organiseerde Sadie Coles in Londen een tentoonstelling van zijn werk.
Overzichtstentoonstellingen:
- Gemeentemuseum Den Haag (1964, 1984 en 2006)
- Van Abbemuseum in Eindhoven (1964)
- Stedelijk Museum Amsterdam (1971 en 1991)
- Paleis voor Schone Kunsten in Brussel (1972 en 1974)
- Staatliche Kunsthalle Berlijn en Saarlandmuseum Saarbrücken (1984)
- Museum Boijmans Van Beuningen in Rotterdam (2004, 2014 en 2019)

Galerie Fenna de Vries is de vaste galerie van het werk van Co Westerik.

## Films

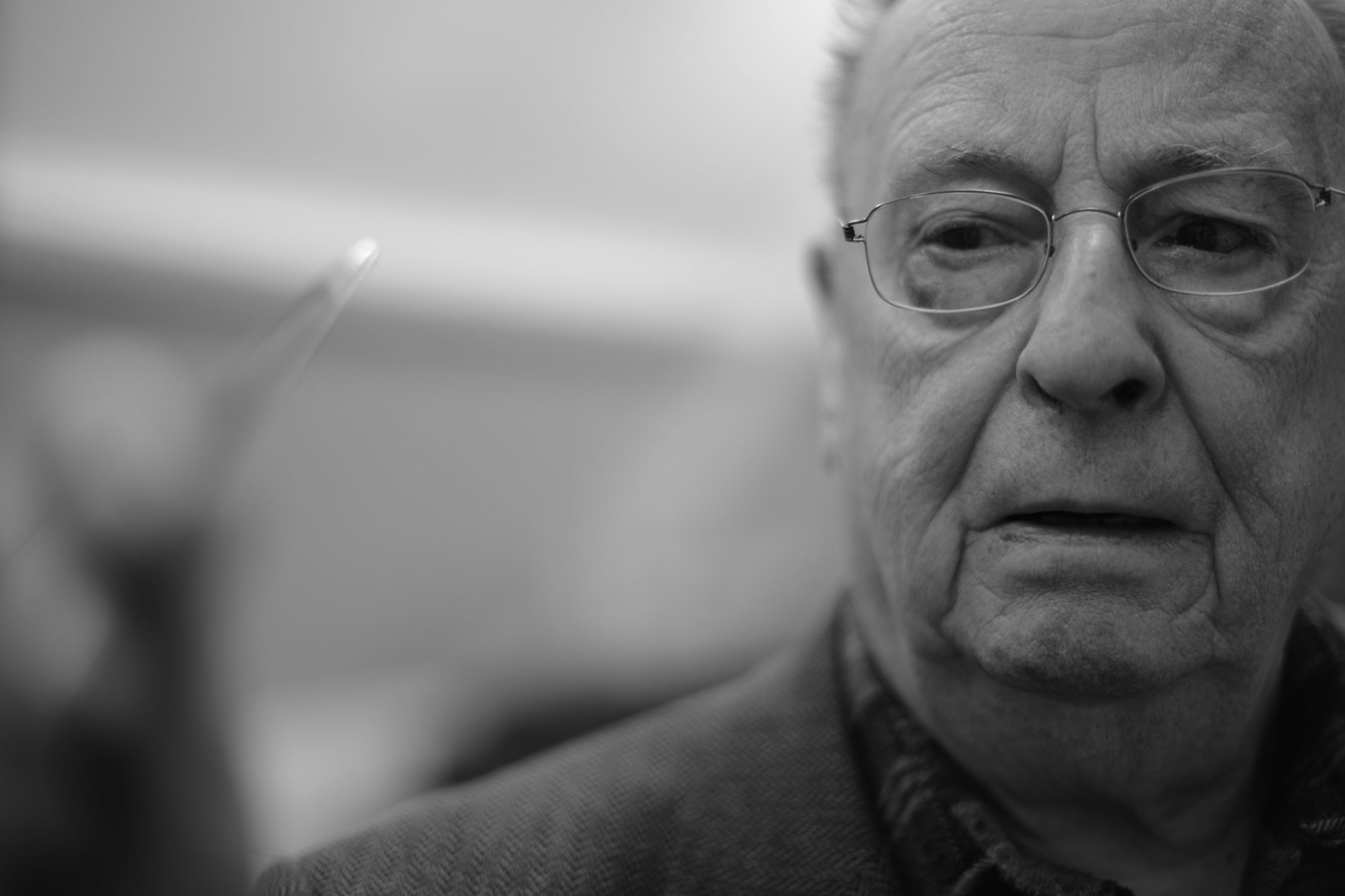
Co Westerik

Jan Wouter van Reijen maakte twee films over Westerik: De taal van Co Westerik in 1980 en Ik wil het niet zien, maar het moet in 2000, die op het Rotterdams Filmfestival in januari 2001 in première ging.

## Prijzen en onderscheidingen
Westerik ontving driemaal de Jacob Marisprijs, in 1951 en '55 voor schilderkunst en in 1953 voor tekenen en daarnaast de Rembrandtprijs van de stad Leiden, de Staatsprijs voor Beeldende Kunst en Architectuur, de Culturele Prijs van Zuid-Holland, de Hendrik Chabot Prijs van het Anjerfonds Rotterdam en de Jeanne Oosting Prijs in 1979. In 1999 werd hij benoemd tot Ridder in de Orde van de Nederlandse Leeuw en in 2005 tot erelid van Pulchri Studio, Den Haag.

## Collecties
Werk van Westerik is opgenomen in collecties van diverse musea, waaronder:
- Kunstmuseum Den Haag
- Stedelijk Museum Amsterdam
- Museum Boijmans Van Beuningen, Rotterdam[3]
- Rijkscollectie, beheerd door Rijksdienst voor het Cultureel Erfgoed
- Groninger Museum
- Museum De Lakenhal, Leiden
- Museum Arnhem
- Collectie Becht
- Verzameling Overholland
- Museum Henriette Polak, Zutphen
- Hannema-de Stuers Fundatie, Heino/Zwolle
- CODA, Apeldoorn
- Museum van Bommel van Dam, Venlo
- Bouwfonds Kunstcollectie, Hoevelaken
- De Nederlandsche Bank, Amsterdam
- Stichting ABN AMRO Kunstverzameling, Amsterdam

## Publicaties
- 1961 - R.W.D. Oxenaar, Co Westerik, 42 tekeningen, etsen en litho's; Domino-reeks 2, Amsterdam
- 1964 - R.W.D. Oxenaar, inleiding cat. Co Westerik, schilderijen, grafiek, tekeningen; Haags Gemeentemuseum/Vishal, Haarlem, Van Abbemuseum, Eindhoven
- 1971 - W.A.L. Beeren, cat. Co Westerik, Stedelijk Museum Amsterdam, Groninger Museum, Paleis voor Schone Kunsten, Brussel
- 1971 - J.L. Locher en H.R. Hoetink, Westerik, tekeningen, aquarellen, grafiek; uitg. Van Dooren BV 1971, herdruk 1979, Omega Boek BV Amsterdam
- 1974 - C. Blotkamp en R.W.D. Oxenaar, cat. Co Westerik, Paleis voor Schone Kunsten, Brussel
- 1977 - W.A.L. Beeren en J. Dypréau, cat. Tekeningen van Co Westerik, Lens Fine Art, Antwerpen
- 1981 - W.A.L. Beeren, Co Westerik, Schilder, Peintre, Maler, Painter, van Spijk, Venlo
- 1983 - M. Eberle en J.L. Locher, cat. Co Westerik, Staatliche Kunsthalle, Berlijn, Saarland Museum, Saarbrücken en Haags Gemeentemuseum
- 1984 - M. Josephus Jitta, Co Westerik, grafiek, 1945-1984, oeuvrecatalogus, uitg. Haags Gemeentemuseum en Openbaar Kunstbezit
- 1990 - C. Wiethoff, cat. Co Westerik, schilderijen en tekeningen 1946-1991, Stedelijk Museum, Amsterdam
- 1995 - Raster, themanummer 'Angst' 71-1995 met bijdragen van J. van Slooten, Willem van Toorn, Rutger Kopland, Hans Tentije, Nicolaas Matsier, K. Michel, Cyrille Offermans en Jacq Vogelaar over of naar aanleiding van werken van Westerik
- 1999 - W.A.L. Beeren, 'De gaven van een vriendschap', en M. Pam, 'Intens is een woord waar ik erg van houd', cat. Westerik in de Collectie Becht, Huygensmuseum, Hofwijck
- 1999 - Jonieke van Es, 'Zelfportretten van Co Westerik' en J. van Slooten, 'Ontdekking van de huid. De geschilderde werkelijkheid van Co Westerik', cat. Co Westerik, Zelfportretten 1946-1999, Teylers Museum, Haarlem
- 2000 - Jonieke van Es, inleiding, Cor Blok, 'Kijkend naar schilderijen' en Rutger Kopland, 'Afdaling op klaarlichte dag, dagboek' in 'Co Westerik, Schilderijen, Paintings', oeuvrecatalogus schilderijen 1946-1999. Uitg. De Prom, Baarn
- 2004 - Cor Blok, 'Speurtocht in een papieren wereld', met bijdragen van Anna Enquist, 'Den Haag - Amsterdam – Rotterdam’ en Véronique Baar, onderzoek in 'Co Westerik, Aquarellen / Tekeningen', oeuvrecatalogus aquarellen en tekeningen 1945-2003. Uitg. Walburg Pers, Zutphen
- 2006 - Véronique Baar, Willem van Toorn, 'Co Westerik, grafiek 1945-2005', oeuvrecatalogus, ISBN 9789077907351

## Galerieën
- Galerie Fenna de Vries, Rotterdam
- Galerie Wansink, Roermond/Maastricht
- Mineta Contemporary, Brussel,
- Galerie RAM, Rotterdam